# Konstantin Sergeevič Aksakov
Konstantin Sergeevič Aksakov (in russo Константин Сергеевич Аксаков?; Novo-Aksakovo, 10 aprile 1817 – Zante, 19 dicembre 1860) è stato uno scrittore, critico letterario e filosofo russo, figlio dello scrittore Sergej Timofeevič e fratello dello scrittore Ivan.

## Biografia
Fu esponente di spicco del movimento culturale slavofilo, fondato da Chomjakov e Kireevskij. La sua adesione all'ideologia slavofila fu la diretta derivazione dell'ambiente familiare, essendo già il padre Sergej, slavofilo, amico e seguace di Aleksandr Šiškov, il letterato arcaista che, nazionalista e conservatore in campo sociale, si batteva contro la modernizzazione della lingua russa propugnata da Karamzin.
Al padre, alla madre Olga Zaplatina e alla sua famiglia di antica nobiltà terriera, Konstantin Aksakov rimase morbosamente legato per tutta la vita: «passò l'intera esistenza sotto il tetto domestico, vi si attaccò come un'ostrica al suo guscio, incapace di concepire la possibilità di una vita autonoma senza appoggio nella famiglia», non si sposò, non avvicinò mai una donna e sopravvisse appena al padre. Questo suo comportamento concretizzava la sua manichea visione del mondo, nella quale la propria famiglia, la propria terra e Mosca, la vecchia capitale della Russia contadina, si opponevano alla nuova capitale, la moderna e vivace Pietroburgo, e a tutto l'Occidente europeo.
La sua casa di famiglia di Mosca, dove gli Aksakov si trasferirono nel 1826, fu insieme a quella degli Elagin il centro dello slavofilismo russo e Konstantin Aksakov vi rappresentò la corrente più esasperata, suscitando anche le riserve del fratello Ivan e del padre, il quale dichiarò che al figlio «sarebbe impossibile capire la realtà senza pesanti e amare disillusioni: che viva dunque alla sua maniera e creda nella perfezione della Russia».
Frequentò dal 1832 al 1835 la Facoltà di lettere dell'Università di Mosca. La sua tesi di dottorato in letteratura, Lomonosov nella storia della letteratura e della lingua russa, già pubblicata nel 1846, fu discussa il 6 marzo 1847. Ancora studente si era legato al circolo di Stankevič, dissociandosene quando questi passò da una concezione conservatrice dell'hegelismo alla Sinistra hegeliana. Secondo il suo carattere, tale presa di distanza ideologica comportò anche la rottura dei rapporti personali con gli altri membri del circolo.
In patria è ricordato, inoltre, per avere inviato nel 1855 allo zar Alessandro II di Russia, appena eletto, una lettera nella quale gli chiedeva di ripristinare lo Zemskij sobor, il Parlamento. Vanno ricordati anche i suoi studi sulle culture e sulle lingue slavofone.